# 毛根杰
毛根杰（Mauganj），是印度中央邦Rewa县的一个城镇。总人口22989（2001年）。

## 人口
该地2001年总人口22989人，其中男性11849人，女性11140人；0—6岁人口4169人，其中男2151人，女2018人；识字率52.11%，其中男性为62.76%，女性为40.77%。